# São Francisco de Paula (Minas Gerais)
São Francisco de Paula è un comune del Brasile nello Stato del Minas Gerais, parte della mesoregione dell'Oeste de Minas e della microregione di Oliveira.